# Diego Rivera
Diego María de la Concepción Juan Nepomuceno Estanislao de la Rivera y Barrientos Acosta y Rodríguez (ur. 8 grudnia 1886 w Guanajuato, zm. 24 listopada 1957 w Meksyku) – meksykański malarz, grafik, architekt, działacz polityczny ruchu komunistycznego, mąż Fridy Kahlo.
W 1929 r. Rivera pod zarzutem trockizmu został usunięty z Komunistycznej Partii Meksyku, do której należał od 1922 r.

## Twórczość
W jego twórczości występują różne etapy: kubizm, malarstwo figuratywne, fowizm. Był twórcą wielu meksykańskich murali i mozaik. Współtwórca narodowego programu sztuki meksykańskiej, nawiązującej do tradycji prekolumbijskich. W 1932 Diego Rivera zamieszkał wraz żoną w swoim nowym domu i pracowni w Meksyku, z tarasem rekreacyjnym na dachu płaskim, autorstwa awangardowego architekta konstruktywizmu Juana O'Gormana. Budynek został uznany za pierwszy nowoczesny dom w Meksyku. W 1933 amerykański multimilioner Rockefeller zamówił u Rivery mural "Człowiek na rozdrożu" do Rockefeller Center w Nowym Jorku. Dla artysty o sympatiach otwarcie komunistycznych była to świetna okazja do prowokacji. Dzieło powstało, ale gdy dostrzeżono się na muralu podobiznę Lenina i odwołania do marksizmu, zarząd Rockefeller Center Inc. kazał pracę zniszczyć.

## Życie prywatne

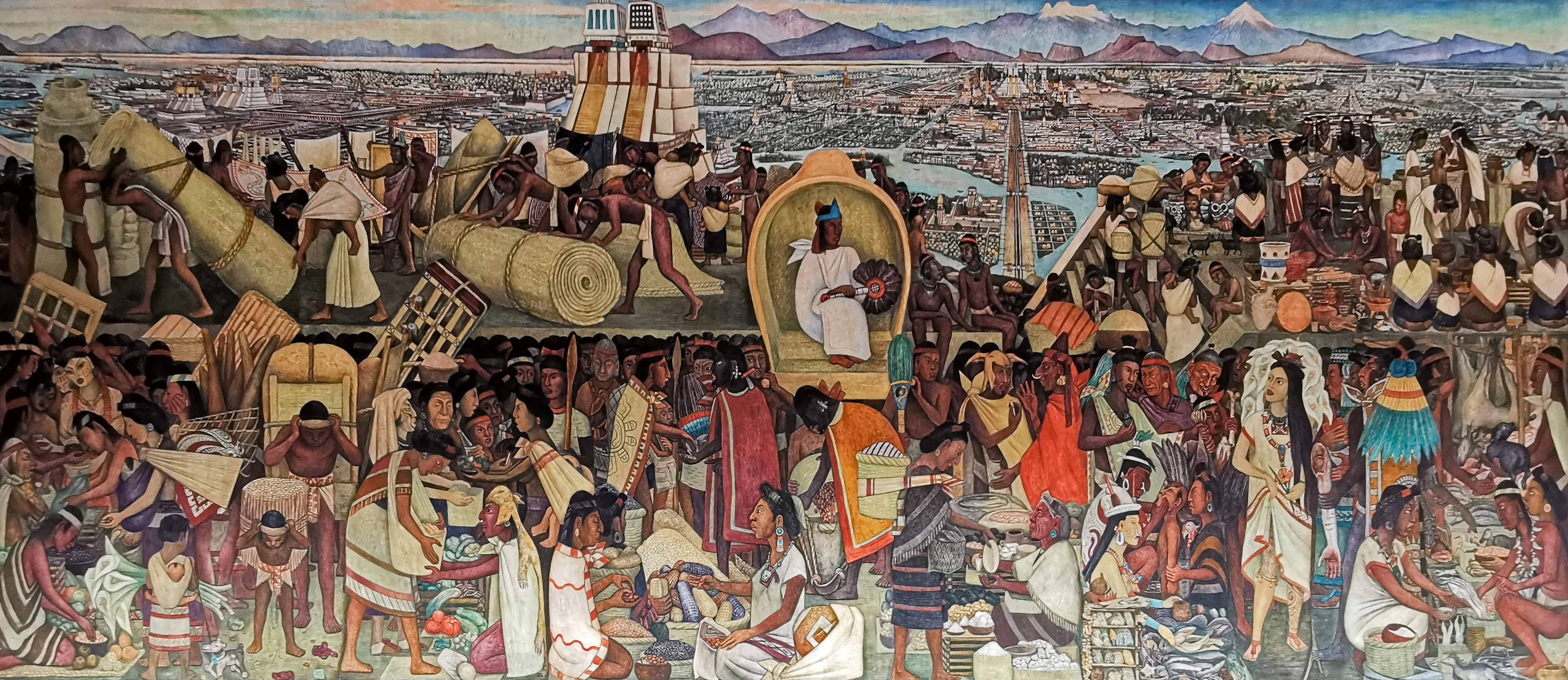
Mural Wielki Tenochtitlán (Meksyk, 1929) autorstwa Diega Rivery

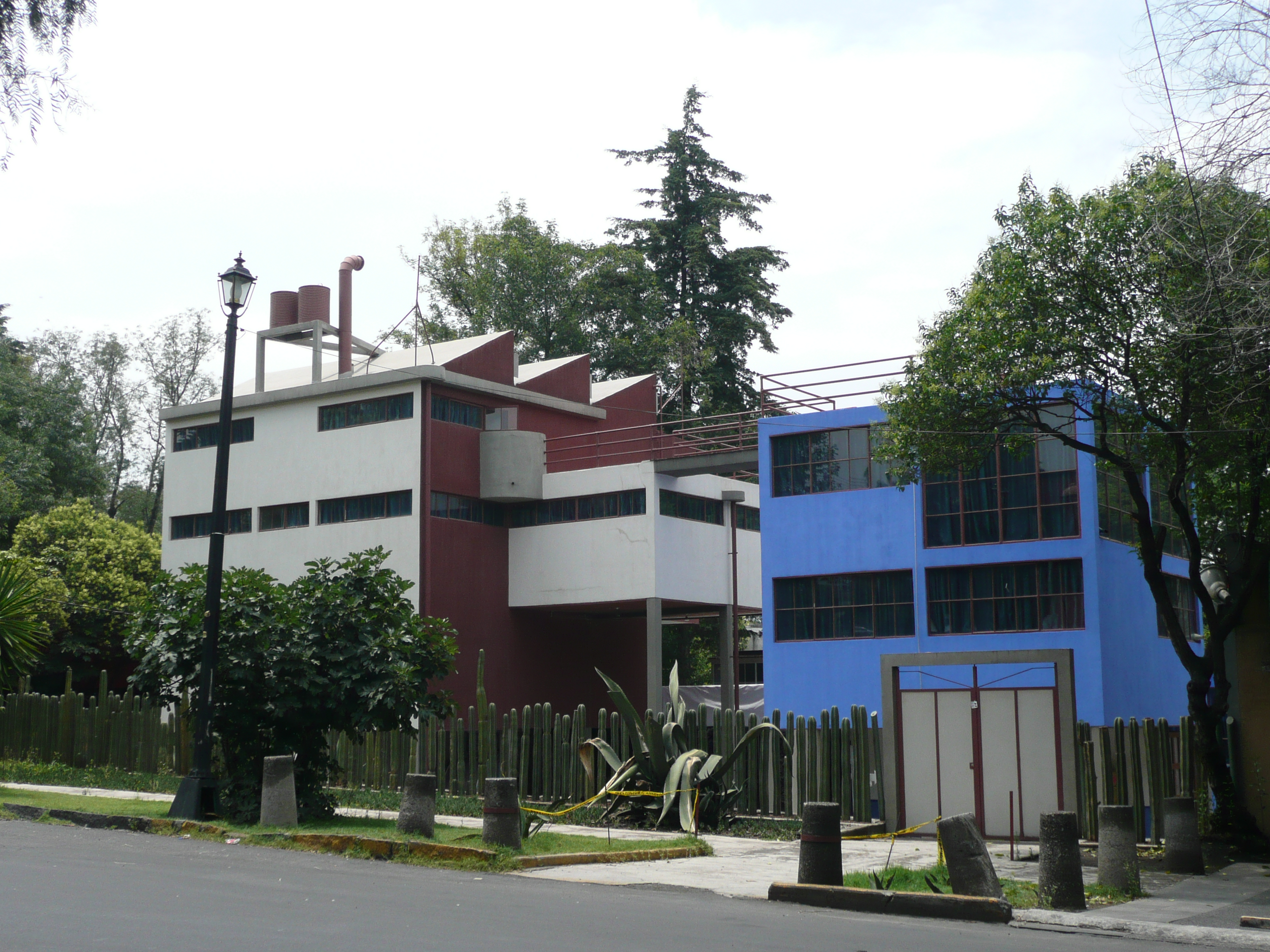
Konstruktywizm: Dom i pracownia Diego Rivery (on zajmował czerwony budynek) i Fridy Kahlo w Meksyku, architekt Juan O'Gorman (1932). Oba budynki wyposażono w tarasy rekreacyjne na dachach płaskich połączonych podniebnym mostem.

Diego angażował się w liczne związki z kobietami. Jego liczne romanse doprowadzały do rozpadu jego małżeństw. Pierwszą żonę, Angelinę Beloff, porzucił po wyjeździe do Meksyku w 1921 r. W 1922 poślubił drugą żonę, Guadalupe Marín, z którą miał dwie córki: Ruth i Guadalupe. W 1929 poślubił trzecią żonę, wybitną malarkę Fridę Kahlo. Frida Kahlo akceptowała zdrady, dopóki wiedziała, że Diego kocha tylko ją. Gdy Rivera nawiązał romans z młodszą siostrą Fridy Cristiną, Frida Kahlo zdała sobie jednak sprawę, iż Diego nie umie żyć bez zdrady. Para rozwiodła się w listopadzie 1939, aby powrócić do siebie w grudniu 1940. Zawarli drugie małżeństwo. Ich drugi formalny związek nie był lepszy od pierwszego w kwestii porozumienia i współżycia. Para często zatem mieszkała w osobnych mieszkaniach, ale „po sąsiedzku”. Po śmierci Kahlo, Diego Rivera poślubił Emmę Hurtado.

## Oddźwięk w kulturze
Jako postać był ukazany w dwóch filmach: Cradle Will Rock z 1999 roku, zagrany przez Rubena Bladesa i w filmie biograficznym o jego żonie, Frida z 2002 roku, zagrany przez Alfreda Molinę. Diego Riverę sportretowali Frida Kahlo i Amadeo Modigliani.